# Nadschafabad (Verwaltungsbezirk)
Nadschafabad  (persisch شهرستان نجف‌آباد Schahrestān-e Nadschafābād) ist ein Schahrestan in der Provinz Isfahan in Iran. Er enthält die Stadt Nadschafabad, welche die Hauptstadt des Verwaltungsbezirks ist.

## Demografie
Bei der Volkszählung 2016 betrug die Einwohnerzahl des Schahrestan 319.205. Die Alphabetisierung lag bei 92,2 Prozent der Bevölkerung. Knapp 92 Prozent der Bevölkerung lebten in urbanen Regionen.
| Zensusjahr | Einwohnerzahl |
| ---------- | ------------- |
| 2011       | 300.288       |
| 2016       | 319.205       |